# Fred Trump
Pour les articles homonymes, voir Trump.
Frederick Christ Trump, Sr., dit Fred Trump, né le 11 octobre 1905 à New York dans le quartier de Woodhaven et mort le 25 juin 1999 à New Hyde Park, est un promoteur immobilier germano-américain, père de la juge fédérale Maryanne Trump Barry et de Donald Trump, homme d'affaires et politique, dirigeant de The Trump Organization, 45e et 47e président des États-Unis.
Sous sa direction The Trump Organization bâtit et gère 27 000 appartements et maisons individuelles à New York, notamment dans le quartier du Queens, ainsi que des casernes et des maisons avec jardin pour le personnel de la Marine près de grands chantiers navals de la côte Est.
Durant sa carrière Fred Trump fait l'objet d'une arrestation en 1927, puis d'une enquête officielle de la commission du Sénat pour abus de contrats publics en 1954, et une autre enquête de la division des droits civils du département de la Justice pour violation de droits civils en 1973.

## Biographie

### Origines familiales
Le père de Fred Trump, Frederick Trump (1869-1918), est un Allemand originaire de la ville de Kallstadt (Rhénanie-Palatinat) qui émigre en 1885 aux États-Unis et fait fortune dans divers services lors de la ruée vers l'or du Klondike, comme la restauration. Revenu se marier dans son pays natal avec Elizabeth Christ, il retourne à New York, dans le quartier de Woodhaven (Queens). Fred Trump soutiendra longtemps après-guerre que sa famille n'était pas allemande mais suédoise.
Fred Trump a pour sœur aînée Elizabeth Trump Walters (1904-1961) et pour cadet John George Trump. Son père décède alors que Fred n'a que treize ans. Quelques années plus tard, il travaille comme guide de cheval (horse helper), transportant du bois de construction dans les chantiers.

### 1927, arrestation dans les émeutes Ku Klux Klan
Lors de la journée du Memorial Day (commémoration en l'honneur de tous les morts pour la patrie se fêtant le 30 mai) de 1927, les membres du Ku Klux Klan marchent dans le Queens pour défendre les « Américains de souche protestants » qui seraient « agressés par la police catholique romaine de New York ». La marche dégénère en émeute, faisant deux morts. Fred Trump est l'un des sept hommes du quartier de Queens arrêtés ce jour-là. Le Daily Star du 1er juin 1927 précise que Fred Trump fut arrêté « en raison du refus d'obtempérer à l'ordre de disperser le défilé ». Il est également à noter que ce même article mentionne que, parmi les sept personnes arrêtées, quatre doivent comparaître devant les tribunaux et deux sont libérées, Fred Trump étant l'unique interpellé contre lequel aucune charge n'est retenue. Un article du Long Island Daily Press publié le 2 juin 1927 sous-entend l'éventualité que les sept hommes arrêtés lors de cette marche portaient l'uniforme du Ku Klux Klan.

### Promoteur immobilier
La mère de Fred, Elizabeth Trump, veuve depuis 1918, fonde en 1923 l'entreprise immobilière Elizabeth Trump & Son, que le fils de Fred, Donald, renommera en 1971 The Trump Organization. Avec 800 dollars prêtés par sa mère, il fait construire la même année, dans le district de Woodhaven, sa première maison qu'il revendra 7 000 dollars.
À la fin des années 1920, Fred Trump commence à bâtir des maisons individuelles dans le quartier Queens de New York, vendues 3 990 dollars l'unité. Au milieu de la crise économique de 1929, il développe le concept de supermarchés, avec le Trump Market de Woodhaven, sous le slogan publicitaire "Serve Yourself and Save!" (« Servez-vous et économisez ! »),. Un an plus tard seulement, la chaîne de supermarché King Kullen lui rachète l'établissement.
Pendant la Seconde Guerre mondiale, il travaille pour la Marine américaine en construisant des casernes et des maisons le long de la côte Est, notamment à Chester en Pennsylvanie, Newport News et Norfolk en Virginie. Après la guerre, il investit dans l'immobilier pour la classe moyenne. Il fait construire dans les années 1950, 2 700 appartements à Coney Island, qu'il baptise Beach Haven (« le refuge de la plage »), et en 1964, un complexe résidentiel pour 70 millions de dollars, baptisé Trump Village.
Trump est l'objet d'une enquête par une commission du Sénat américain pour abus de contrat public en 1954, incluant la surévaluation des charges de Beach Haven de 3,7 millions de dollars. En 1954, William F. McKenna, jugé par la commission bancaire du Sénat pour différents scandales de la Federal Housing Administration dénonce Fred Trump et son partenaire William Tomasello pour avoir réalisé des profits malhonnêtes sur le dos de la FHA. En septembre de cette même année, les 2 500 propriétaires des appartements de Beach Haven poursuivent Fred Trump et la FHA en justice, argumentant que le constructeur aurait reçu 4 millions de dollars en trop de la FHA, et que les loyers seraient en conséquence surévalués. Il est par ailleurs, dès 1950, la cible d'une chanson de l'icône du folk Woody Guthrie qui l'accuse de discrimination raciale à l'égard des résidents noirs,,. Cette chanson ne sera toutefois jamais officiellement enregistrée et éditée, et fera l'objet d'une reprise par le groupe Elevator ainsi que par Ryan Harvey. 
Fred Trump rachète le site du Steeplechase Park à Coney Island en 1965 et le fait démolir avant qu'il ne soit reconnu site historique, puis le revend à la ville de New York en 1968.

### Arrivée de Donald Trump
En 1968, Donald, son fils de 22 ans, rejoint l'entreprise familiale Trump Management Co., en devient président six ans plus tard, avant de la renommer The Trump Organization en 1980. À la fin des années 1970, Fred Trump prête un million de dollars à son fils, un montant que ce dernier a depuis qualifié de « très petit », ce qui lui permet de se lancer à Manhattan, tandis que Fred se concentrait sur Brooklyn et le Queens. Au sujet de la transmission paternelle, Donald déclare en 1999 :
« It was good for me [..] You know, being the son of somebody, it could have been competition to me. This way, I got Manhattan all to myself »
— Donald Trump

« C'était bien pour moi [...] Vous savez, être le fils de quelqu'un, ça peut faire de vous un concurrent. De cette façon, j'ai eu Manhattan pour moi tout seul »
En 1973, le département de la Justice des États-Unis lance un procès contre Trump Management Inc., l'accusant de refuser de louer des logements aux personnes de couleur noire. En 1979, un article paru dans The Village Voice cite un agent qui détaille les instructions de Trump, de ne pas louer aux Afro-Américains.

### Dernières années
Durant les années 1980, Fred Trump se rapproche de Benyamin Netanyahou, qui représente alors Israël auprès de l'Organisation des Nations unies à New York. Il est un soutien important de la droite israélienne et achète des obligations d'État israéliennes (en).
Souffrant de la maladie d'Alzheimer depuis six ans, il est admis en mai 1999 pour une pneumonie à l'hôpital de Long Island Jewish Medical Center (LIJMC), à New Hyde Park, où il meurt cinq semaines plus tard, le 25 juin,. La cérémonie funèbre a lieu à la collégiale Marble de New York. Sa veuve disparaît à son tour le 7 août 2000.
À sa mort, sa fortune était estimée entre 250 millions et 300 millions de dollars, et son fils Donald en a hérité entre 40 millions et 200 millions.

## Vie privée
Fred Trump se marie en 1936 avec Mary Anne MacLeod, née le 10 mai 1912 à Stornoway en Écosse dans une famille pauvre. Elle travaille comme domestique à son arrivée à New York en 1930, jusqu'en 1934, avant de rencontrer Fred Trump. En 1940, le couple réside à New York, au 175/24 Devonshire Road.
De leur union naissent cinq enfants : 
- Maryanne Trump Barry (née en 1937-2023), juge fédérale[20] ;
- Frederick « Fred » Christ Trump, Jr. (1938-1981), qui meurt avant son père de complications liées à l'alcoolisme[21] ;
- Elizabeth Trump Grau (née en 1942), executive assistant à Chase Manhattan Bank ;
- Donald Trump (né en 1946), président de la Trump Organization, 45e et 47e président des États-Unis ;
- Robert Trump (1948-2020), président de la gestion des parts de la société de son père.

Sa petite-fille, Mary Trump, psychologue clinicienne, le décrit comme « dominateur » et affirme qu'il se plaisait à « moquer » son père à elle, Fred Trump Jr.

## Dans la culture populaire
- 2022: Armageddon Time, joué par John Diehl
- 2024: The Apprentice, joué par Martin Donovan

## Généalogie
|                           |                           |                           |                           |                           |                           |  |  |                            |                            |                            |                            |                            |                            |  |  |                        |                        |                        |                        |                        |                        |  |  |                             |                             |                             |                             |                             |                             |  |  |                          |                          |                          |                          |                          |                          |  |  | Frederick Trump (1869-1918) | Frederick Trump (1869-1918) | Frederick Trump (1869-1918) | Frederick Trump (1869-1918) | Frederick Trump (1869-1918) | Frederick Trump (1869-1918) |  |  | Elizabeth Christ (1880-1966) | Elizabeth Christ (1880-1966) | Elizabeth Christ (1880-1966) | Elizabeth Christ (1880-1966) | Elizabeth Christ (1880-1966) | Elizabeth Christ (1880-1966) |  |  |                              |                              |                              |                              |                              |                              |  |  |                        |                        |                        |                        |                        |                        |  |  |                             |                             |                             |                             |                             |                             |  |  |                       |                       |                       |                       |                       |                       |  |  |                |                |                     |                     |                     |                     |                     |                     |                     |                     |                          |                          |                          |                          |                          |                          |  |  |            |            |            |            |            |            |
|                           |                           |                           |                           |                           |                           |  |  |                            |                            |                            |                            |                            |                            |  |  |                        |                        |                        |                        |                        |                        |  |  |                             |                             |                             |                             |                             |                             |  |  |                          |                          |                          |                          |                          |                          |  |  | Frederick Trump (1869-1918) | Frederick Trump (1869-1918) | Frederick Trump (1869-1918) | Frederick Trump (1869-1918) | Frederick Trump (1869-1918) | Frederick Trump (1869-1918) |  |  | Elizabeth Christ (1880-1966) | Elizabeth Christ (1880-1966) | Elizabeth Christ (1880-1966) | Elizabeth Christ (1880-1966) | Elizabeth Christ (1880-1966) | Elizabeth Christ (1880-1966) |  |  |                              |                              |                              |                              |                              |                              |  |  |                        |                        |                        |                        |                        |                        |  |  |                             |                             |                             |                             |                             |                             |  |  |                       |                       |                       |                       |                       |                       |  |  |                |                |                     |                     |                     |                     |                     |                     |                     |                     |                          |                          |                          |                          |                          |                          |  |  |            |            |            |            |            |            |
|                           |                           |                           |                           |                           |                           |  |  |                            |                            |                            |                            |                            |                            |  |  |                        |                        |                        |                        |                        |                        |  |  |                             |                             |                             |                             |                             |                             |  |  |                          |                          |                          |                          |                          |                          |  |  |                             |                             |                             |                             |                             |                             |  |  |                              |                              |                              |                              |                              |                              |  |  |                              |                              |                              |                              |                              |                              |  |  |                        |                        |                        |                        |                        |                        |  |  |                             |                             |                             |                             |                             |                             |  |  |                       |                       |                       |                       |                       |                       |  |  |                |                |                     |                     |                     |                     |                     |                     |                     |                     |                          |                          |                          |                          |                          |                          |  |  |            |            |            |            |            |            |
|                           |                           |                           |                           |                           |                           |  |  |                            |                            |                            |                            |                            |                            |  |  |                        |                        |                        |                        |                        |                        |  |  |                             |                             |                             |                             |                             |                             |  |  |                          |                          |                          |                          |                          |                          |  |  |                             |                             |                             |                             |                             |                             |  |  |                              |                              |                              |                              |                              |                              |  |  |                              |                              |                              |                              |                              |                              |  |  |                        |                        |                        |                        |                        |                        |  |  |                             |                             |                             |                             |                             |                             |  |  |                       |                       |                       |                       |                       |                       |  |  |                |                |                     |                     |                     |                     |                     |                     |                     |                     |                          |                          |                          |                          |                          |                          |  |  |            |            |            |            |            |            |
|                           |                           |                           |                           |                           |                           |  |  |                            |                            |                            |                            |                            |                            |  |  |                        |                        |                        |                        |                        |                        |  |  | Henry Trump (1899-1900)     | Henry Trump (1899-1900)     | Henry Trump (1899-1900)     | Henry Trump (1899-1900)     | Henry Trump (1899-1900)     | Henry Trump (1899-1900)     |  |  | William Walter           | William Walter           | William Walter           | William Walter           | William Walter           | William Walter           |  |  | Elizabeth Trump (1904-1961) | Elizabeth Trump (1904-1961) | Elizabeth Trump (1904-1961) | Elizabeth Trump (1904-1961) | Elizabeth Trump (1904-1961) | Elizabeth Trump (1904-1961) |  |  | Fred Trump, Sr. (1905-1999)  | Fred Trump, Sr. (1905-1999)  | Fred Trump, Sr. (1905-1999)  | Fred Trump, Sr. (1905-1999)  | Fred Trump, Sr. (1905-1999)  | Fred Trump, Sr. (1905-1999)  |  |  | Mary MacLeod (1912-2000)     | Mary MacLeod (1912-2000)     | Mary MacLeod (1912-2000)     | Mary MacLeod (1912-2000)     | Mary MacLeod (1912-2000)     | Mary MacLeod (1912-2000)     |  |  | John Trump (1907-1985) | John Trump (1907-1985) | John Trump (1907-1985) | John Trump (1907-1985) | John Trump (1907-1985) | John Trump (1907-1985) |  |  | Elora Sauerbrun (1913-1983) | Elora Sauerbrun (1913-1983) | Elora Sauerbrun (1913-1983) | Elora Sauerbrun (1913-1983) | Elora Sauerbrun (1913-1983) | Elora Sauerbrun (1913-1983) |  |  |                       |                       |                       |                       |                       |                       |  |  |                |                |                     |                     |                     |                     |                     |                     |                     |                     |                          |                          |                          |                          |                          |                          |  |  |            |            |            |            |            |            |
|                           |                           |                           |                           |                           |                           |  |  |                            |                            |                            |                            |                            |                            |  |  |                        |                        |                        |                        |                        |                        |  |  | Henry Trump (1899-1900)     | Henry Trump (1899-1900)     | Henry Trump (1899-1900)     | Henry Trump (1899-1900)     | Henry Trump (1899-1900)     | Henry Trump (1899-1900)     |  |  | William Walter           | William Walter           | William Walter           | William Walter           | William Walter           | William Walter           |  |  | Elizabeth Trump (1904-1961) | Elizabeth Trump (1904-1961) | Elizabeth Trump (1904-1961) | Elizabeth Trump (1904-1961) | Elizabeth Trump (1904-1961) | Elizabeth Trump (1904-1961) |  |  | Fred Trump, Sr. (1905-1999)  | Fred Trump, Sr. (1905-1999)  | Fred Trump, Sr. (1905-1999)  | Fred Trump, Sr. (1905-1999)  | Fred Trump, Sr. (1905-1999)  | Fred Trump, Sr. (1905-1999)  |  |  | Mary MacLeod (1912-2000)     | Mary MacLeod (1912-2000)     | Mary MacLeod (1912-2000)     | Mary MacLeod (1912-2000)     | Mary MacLeod (1912-2000)     | Mary MacLeod (1912-2000)     |  |  | John Trump (1907-1985) | John Trump (1907-1985) | John Trump (1907-1985) | John Trump (1907-1985) | John Trump (1907-1985) | John Trump (1907-1985) |  |  | Elora Sauerbrun (1913-1983) | Elora Sauerbrun (1913-1983) | Elora Sauerbrun (1913-1983) | Elora Sauerbrun (1913-1983) | Elora Sauerbrun (1913-1983) | Elora Sauerbrun (1913-1983) |  |  |                       |                       |                       |                       |                       |                       |  |  |                |                |                     |                     |                     |                     |                     |                     |                     |                     |                          |                          |                          |                          |                          |                          |  |  |            |            |            |            |            |            |
|                           |                           |                           |                           |                           |                           |  |  |                            |                            |                            |                            |                            |                            |  |  |                        |                        |                        |                        |                        |                        |  |  |                             |                             |                             |                             |                             |                             |  |  |                          |                          |                          |                          |                          |                          |  |  |                             |                             |                             |                             |                             |                             |  |  |                              |                              |                              |                              |                              |                              |  |  |                              |                              |                              |                              |                              |                              |  |  |                        |                        |                        |                        |                        |                        |  |  |                             |                             |                             |                             |                             |                             |  |  |                       |                       |                       |                       |                       |                       |  |  |                |                |                     |                     |                     |                     |                     |                     |                     |                     |                          |                          |                          |                          |                          |                          |  |  |            |            |            |            |            |            |
|                           |                           |                           |                           |                           |                           |  |  |                            |                            |                            |                            |                            |                            |  |  |                        |                        |                        |                        |                        |                        |  |  |                             |                             |                             |                             |                             |                             |  |  |                          |                          |                          |                          |                          |                          |  |  |                             |                             |                             |                             |                             |                             |  |  |                              |                              |                              |                              |                              |                              |  |  |                              |                              |                              |                              |                              |                              |  |  |                        |                        |                        |                        |                        |                        |  |  |                             |                             |                             |                             |                             |                             |  |  |                       |                       |                       |                       |                       |                       |  |  |                |                |                     |                     |                     |                     |                     |                     |                     |                     |                          |                          |                          |                          |                          |                          |  |  |            |            |            |            |            |            |
|                           |                           |                           |                           |                           |                           |  |  |                            |                            |                            |                            |                            |                            |  |  |                        |                        |                        |                        |                        |                        |  |  |                             |                             |                             |                             |                             |                             |  |  |                          |                          |                          |                          |                          |                          |  |  |                             |                             |                             |                             |                             |                             |  |  |                              |                              |                              |                              |                              |                              |  |  |                              |                              |                              |                              |                              |                              |  |  |                        |                        |                        |                        |                        |                        |  |  |                             |                             |                             |                             |                             |                             |  |  |                       |                       |                       |                       |                       |                       |  |  |                |                |                     |                     |                     |                     |                     |                     |                     |                     |                          |                          |                          |                          |                          |                          |  |  |            |            |            |            |            |            |
|                           |                           |                           |                           |                           |                           |  |  |                            |                            |                            |                            |                            |                            |  |  |                        |                        |                        |                        |                        |                        |  |  |                             |                             |                             |                             |                             |                             |  |  |                          |                          |                          |                          |                          |                          |  |  |                             |                             |                             |                             |                             |                             |  |  |                              |                              |                              |                              |                              |                              |  |  |                              |                              |                              |                              |                              |                              |  |  |                        |                        |                        |                        |                        |                        |  |  |                             |                             |                             |                             |                             |                             |  |  |                       |                       |                       |                       |                       |                       |  |  |                |                |                     |                     |                     |                     |                     |                     |                     |                     |                          |                          |                          |                          |                          |                          |  |  |            |            |            |            |            |            |
| David Desmond, Sr.        | David Desmond, Sr.        | David Desmond, Sr.        | David Desmond, Sr.        | David Desmond, Sr.        | David Desmond, Sr.        |  |  | Maryanne Trump (1937-2023) | Maryanne Trump (1937-2023) | Maryanne Trump (1937-2023) | Maryanne Trump (1937-2023) | Maryanne Trump (1937-2023) | Maryanne Trump (1937-2023) |  |  | John Barry (????-2000) | John Barry (????-2000) | John Barry (????-2000) | John Barry (????-2000) | John Barry (????-2000) | John Barry (????-2000) |  |  | Fred Trump, Jr. (1938-1981) | Fred Trump, Jr. (1938-1981) | Fred Trump, Jr. (1938-1981) | Fred Trump, Jr. (1938-1981) | Fred Trump, Jr. (1938-1981) | Fred Trump, Jr. (1938-1981) |  |  | Linda Clapp              | Linda Clapp              | Linda Clapp              | Linda Clapp              | Linda Clapp              | Linda Clapp              |  |  | James Grau                  | James Grau                  | James Grau                  | James Grau                  | James Grau                  | James Grau                  |  |  | Elizabeth Trump (1942)       | Elizabeth Trump (1942)       | Elizabeth Trump (1942)       | Elizabeth Trump (1942)       | Elizabeth Trump (1942)       | Elizabeth Trump (1942)       |  |  | Ivana Zelníčková (1949-2022) | Ivana Zelníčková (1949-2022) | Ivana Zelníčková (1949-2022) | Ivana Zelníčková (1949-2022) | Ivana Zelníčková (1949-2022) | Ivana Zelníčková (1949-2022) |  |  | Donald Trump (1946)    | Donald Trump (1946)    | Donald Trump (1946)    | Donald Trump (1946)    | Donald Trump (1946)    | Donald Trump (1946)    |  |  | Marla Maples (1963)         | Marla Maples (1963)         | Marla Maples (1963)         | Marla Maples (1963)         | Marla Maples (1963)         | Marla Maples (1963)         |  |  | Melania Knauss (1970) | Melania Knauss (1970) | Melania Knauss (1970) | Melania Knauss (1970) | Melania Knauss (1970) | Melania Knauss (1970) |  |  |                |                | Blaine Beard (1957) | Blaine Beard (1957) | Blaine Beard (1957) | Blaine Beard (1957) | Blaine Beard (1957) | Blaine Beard (1957) |                     |                     | Robert Trump (1948-2020) | Robert Trump (1948-2020) | Robert Trump (1948-2020) | Robert Trump (1948-2020) | Robert Trump (1948-2020) | Robert Trump (1948-2020) |  |  | Ann Pallan | Ann Pallan | Ann Pallan | Ann Pallan | Ann Pallan | Ann Pallan |
| David Desmond, Sr.        | David Desmond, Sr.        | David Desmond, Sr.        | David Desmond, Sr.        | David Desmond, Sr.        | David Desmond, Sr.        |  |  | Maryanne Trump (1937-2023) | Maryanne Trump (1937-2023) | Maryanne Trump (1937-2023) | Maryanne Trump (1937-2023) | Maryanne Trump (1937-2023) | Maryanne Trump (1937-2023) |  |  | John Barry (????-2000) | John Barry (????-2000) | John Barry (????-2000) | John Barry (????-2000) | John Barry (????-2000) | John Barry (????-2000) |  |  | Fred Trump, Jr. (1938-1981) | Fred Trump, Jr. (1938-1981) | Fred Trump, Jr. (1938-1981) | Fred Trump, Jr. (1938-1981) | Fred Trump, Jr. (1938-1981) | Fred Trump, Jr. (1938-1981) |  |  | Linda Clapp              | Linda Clapp              | Linda Clapp              | Linda Clapp              | Linda Clapp              | Linda Clapp              |  |  | James Grau                  | James Grau                  | James Grau                  | James Grau                  | James Grau                  | James Grau                  |  |  | Elizabeth Trump (1942)       | Elizabeth Trump (1942)       | Elizabeth Trump (1942)       | Elizabeth Trump (1942)       | Elizabeth Trump (1942)       | Elizabeth Trump (1942)       |  |  |                              | Ivana Zelníčková (1949-2022) | Ivana Zelníčková (1949-2022) | Ivana Zelníčková (1949-2022) | Ivana Zelníčková (1949-2022) | Ivana Zelníčková (1949-2022) |  |  | Donald Trump (1946)    | Donald Trump (1946)    | Donald Trump (1946)    | Donald Trump (1946)    | Donald Trump (1946)    | Donald Trump (1946)    |  |  | Marla Maples (1963)         | Marla Maples (1963)         | Marla Maples (1963)         | Marla Maples (1963)         | Marla Maples (1963)         | Marla Maples (1963)         |  |  | Melania Knauss (1970) | Melania Knauss (1970) | Melania Knauss (1970) | Melania Knauss (1970) | Melania Knauss (1970) | Melania Knauss (1970) |  |  |                |                | Blaine Beard (1957) | Blaine Beard (1957) | Blaine Beard (1957) | Blaine Beard (1957) | Blaine Beard (1957) | Blaine Beard (1957) |                     |                     | Robert Trump (1948-2020) | Robert Trump (1948-2020) | Robert Trump (1948-2020) | Robert Trump (1948-2020) | Robert Trump (1948-2020) | Robert Trump (1948-2020) |  |  | Ann Pallan | Ann Pallan | Ann Pallan | Ann Pallan | Ann Pallan | Ann Pallan |
|                           |                           |                           |                           |                           |                           |  |  |                            |                            |                            |                            |                            |                            |  |  |                        |                        |                        |                        |                        |                        |  |  |                             |                             |                             |                             |                             |                             |  |  |                          |                          |                          |                          |                          |                          |  |  |                             |                             |                             |                             |                             |                             |  |  |                              |                              |                              |                              |                              |                              |  |  |                              |                              |                              |                              |                              |                              |  |  |                        |                        |                        |                        |                        |                        |  |  |                             |                             |                             |                             |                             |                             |  |  |                       |                       |                       |                       |                       |                       |  |  |                |                |                     |                     |                     |                     |                     |                     |                     |                     |                          |                          |                          |                          |                          |                          |  |  |            |            |            |            |            |            |
|                           |                           |                           |                           |                           |                           |  |  |                            |                            |                            |                            |                            |                            |  |  |                        |                        |                        |                        |                        |                        |  |  |                             |                             |                             |                             |                             |                             |  |  |                          |                          |                          |                          |                          |                          |  |  |                             |                             |                             |                             |                             |                             |  |  |                              |                              |                              |                              |                              |                              |  |  |                              |                              |                              |                              |                              |                              |  |  |                        |                        |                        |                        |                        |                        |  |  |                             |                             |                             |                             |                             |                             |  |  |                       |                       |                       |                       |                       |                       |  |  |                |                |                     |                     |                     |                     |                     |                     |                     |                     |                          |                          |                          |                          |                          |                          |  |  |            |            |            |            |            |            |
| David Desmond, Jr. (1960) | David Desmond, Jr. (1960) | David Desmond, Jr. (1960) | David Desmond, Jr. (1960) | David Desmond, Jr. (1960) | David Desmond, Jr. (1960) |  |  | Fritz Trump (1963)         | Fritz Trump (1963)         | Fritz Trump (1963)         | Fritz Trump (1963)         | Fritz Trump (1963)         | Fritz Trump (1963)         |  |  | Lisa Lorant            | Lisa Lorant            | Lisa Lorant            | Lisa Lorant            | Lisa Lorant            | Lisa Lorant            |  |  | Mary Trump (1965)           | Mary Trump (1965)           | Mary Trump (1965)           | Mary Trump (1965)           | Mary Trump (1965)           | Mary Trump (1965)           |  |  | Donald Trump, Jr. (1977) | Donald Trump, Jr. (1977) | Donald Trump, Jr. (1977) | Donald Trump, Jr. (1977) | Donald Trump, Jr. (1977) | Donald Trump, Jr. (1977) |  |  | Vanessa Haydon (1977)       | Vanessa Haydon (1977)       | Vanessa Haydon (1977)       | Vanessa Haydon (1977)       | Vanessa Haydon (1977)       | Vanessa Haydon (1977)       |  |  | Jared Kushner (1981)         | Jared Kushner (1981)         | Jared Kushner (1981)         | Jared Kushner (1981)         | Jared Kushner (1981)         | Jared Kushner (1981)         |  |  | Ivanka Trump (1981)          | Ivanka Trump (1981)          | Ivanka Trump (1981)          | Ivanka Trump (1981)          | Ivanka Trump (1981)          | Ivanka Trump (1981)          |  |  | Eric Trump (1984)      | Eric Trump (1984)      | Eric Trump (1984)      | Eric Trump (1984)      | Eric Trump (1984)      | Eric Trump (1984)      |  |  | Lara Yunaska (1982)         | Lara Yunaska (1982)         | Lara Yunaska (1982)         | Lara Yunaska (1982)         | Lara Yunaska (1982)         | Lara Yunaska (1982)         |  |  | Tiffany Trump (1993)  | Tiffany Trump (1993)  | Tiffany Trump (1993)  | Tiffany Trump (1993)  | Tiffany Trump (1993)  | Tiffany Trump (1993)  |  |  | Michael Boulos | Michael Boulos | Michael Boulos      | Michael Boulos      | Michael Boulos      | Michael Boulos      |                     |                     | Barron Trump (2006) | Barron Trump (2006) | Barron Trump (2006)      | Barron Trump (2006)      | Barron Trump (2006)      | Barron Trump (2006)      |                          |                          |  |  |            |            |            |            |            |            |
| David Desmond, Jr. (1960) | David Desmond, Jr. (1960) | David Desmond, Jr. (1960) | David Desmond, Jr. (1960) | David Desmond, Jr. (1960) | David Desmond, Jr. (1960) |  |  | Fritz Trump (1963)         | Fritz Trump (1963)         | Fritz Trump (1963)         | Fritz Trump (1963)         | Fritz Trump (1963)         | Fritz Trump (1963)         |  |  | Lisa Lorant            | Lisa Lorant            | Lisa Lorant            | Lisa Lorant            | Lisa Lorant            | Lisa Lorant            |  |  | Mary Trump (1965)           | Mary Trump (1965)           | Mary Trump (1965)           | Mary Trump (1965)           | Mary Trump (1965)           | Mary Trump (1965)           |  |  | Donald Trump, Jr. (1977) | Donald Trump, Jr. (1977) | Donald Trump, Jr. (1977) | Donald Trump, Jr. (1977) | Donald Trump, Jr. (1977) | Donald Trump, Jr. (1977) |  |  | Vanessa Haydon (1977)       | Vanessa Haydon (1977)       | Vanessa Haydon (1977)       | Vanessa Haydon (1977)       | Vanessa Haydon (1977)       | Vanessa Haydon (1977)       |  |  | Jared Kushner (1981)         | Jared Kushner (1981)         | Jared Kushner (1981)         | Jared Kushner (1981)         | Jared Kushner (1981)         | Jared Kushner (1981)         |  |  | Ivanka Trump (1981)          | Ivanka Trump (1981)          | Ivanka Trump (1981)          | Ivanka Trump (1981)          | Ivanka Trump (1981)          | Ivanka Trump (1981)          |  |  | Eric Trump (1984)      | Eric Trump (1984)      | Eric Trump (1984)      | Eric Trump (1984)      | Eric Trump (1984)      | Eric Trump (1984)      |  |  | Lara Yunaska (1982)         | Lara Yunaska (1982)         | Lara Yunaska (1982)         | Lara Yunaska (1982)         | Lara Yunaska (1982)         | Lara Yunaska (1982)         |  |  | Tiffany Trump (1993)  | Tiffany Trump (1993)  | Tiffany Trump (1993)  | Tiffany Trump (1993)  | Tiffany Trump (1993)  | Tiffany Trump (1993)  |  |  | Michael Boulos | Michael Boulos | Michael Boulos      | Michael Boulos      | Michael Boulos      | Michael Boulos      |                     |                     | Barron Trump (2006) | Barron Trump (2006) | Barron Trump (2006)      | Barron Trump (2006)      | Barron Trump (2006)      | Barron Trump (2006)      |                          |                          |  |  |            |            |            |            |            |            |